# Akiko Yosano
(Akiko Yosano, da Midaregami)
Akiko Yosano (与謝野 晶子?, Yosano Akiko; Sakai, 7 dicembre 1878 – Tokyo, 29 maggio 1942) è stata una scrittrice e poetessa giapponese, ritenuta inoltre una delle prime donne femministe e pacifiste del Giappone. Fu attiva durante il tardo periodo Meiji e per tutto il periodo Taishō fino all'inizio del periodo Shōwa. Il suo nome, Shō Hō (鳳 志よう?, Hō Shō) venne modificato a seguito delle nozze.

## Biografia
Yosano Akiko nasce in una ricca famiglia di mercanti a Sakai, vicino a Ōsaka. Sin dall'età di 11 anni si occupa degli affari di famiglia, che produce e vende yōkan, un tradizionale prodotto dolciario. Grazie alla vasta collezione di libri classici giapponesi del padre si interessa alla lettura sin dalla prima infanzia e, durante il periodo delle superiori, si abbona alla rivista poetica Myōjō ("La stella del mattino"), della quale poi diventa una dei massimi contributori. Nel 1900, l'editore della rivista, Tekkan Yosano, attraverso visite con scopo istruttivo e di formazione a Ōsaka e Sakai, le insegna la poesia tanka. 

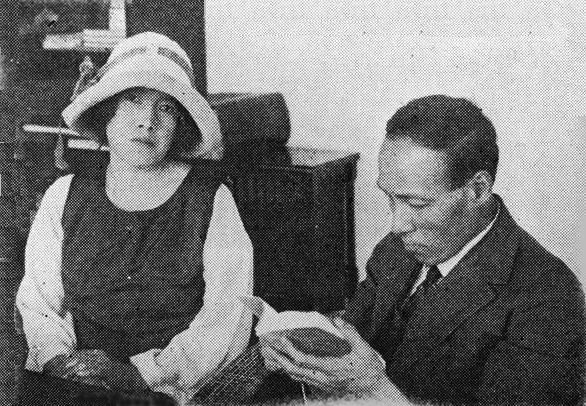
Akiko e suo marito

Nonostante Tekkan fosse già sposato, i due si innamorano. Dopo il divorzio di lui, Akiko scappa di casa e i due poeti si trasferiscono a Tōkyō. Nel 1901 si sposano, nonostante l'uomo continuasse a frequentare la prima moglie. La coppia ha due figli, Hikaru e Shigeru. Nel 1911, a seguito di una crisi nel loro rapporto, Tekkan parte per l'Europa per recuperare l'ispirazione poetica sostenuto dai fondi inviatigli da Yosano stessa, la quale si reca in Europa la primavera successiva. Separatasi dai sette figli allora avuti, Akiko entra in contatto con gli ideali europei, soprattutto francesi, riguardo ai diritti della persona, all'educazione e alle problematiche sociali. In Europa ha l'occasione di indagare la questione femminile nei diversi Paesi, mettendola così a confronto con quella giapponese. Yosano in totale ebbe 13 figli, 11 dei quali arrivarono ad età adulta. Il politico giapponese Yosano Kaoru è suo nipote.
Collabora alla fondazione nel 1921 della scuola femminile Bunka Gakuin (文化学院? , "Istituto di cultura") con Nishimura Isaku, Kawasaki Natsu e altre, e ne diviene il decano e capo docente. Aiuta diversi aspiranti autori a muovere i primi passi nel mondo letterario ed è sempre stata una sostenitrice dell'educazione femminile. Si occupa inoltre della traduzione dei classici della letteratura giapponese nel giapponese moderno, tra cui il Shinyaku Genji Monogatari ("La storia di Genji, nuova traduzione") e il Shinyaku Eiga Monogatari ("Storia degli splendori, nuova traduzione"). Pubblica quindici volumi di commentari sulle questioni sociali, ventuno volumi di raccolte di poesie, un romanzo e diverse storie per l'infanzia.
Yosano Akiko muore d'infarto nel 1942, all'età di 63 anni. La sua morte, avvenuta negli anni della guerra del Pacifico, passa praticamente inosservata dalla stampa, e anche dopo la fine della guerra i suoi lavori sono stati a lungo dimenticati dalla critica e dal pubblico. Tuttavia, il suo stile romantico negli ultimi anni sta ricevendo molte attenzioni e un crescente seguito di lettori. La sua tomba è situata al cimitero Tama a Fuchū, Tōkyō.

## Carriera letteraria
Nel 1901 Yosano Akiko pubblica il suo primo volume di tanka Midaregami (みだれ髪? "Capelli spettinati"), una raccolta di 400 poesie che è stata denunciata dalla critica letteraria. Nonostante le reazioni di critica, è ampiamente letto e diviene una sorta esempio per i liberi pensatori del suo tempo. La raccolta, a oggi la più conosciuta tra quelle da lei pubblicate, porta un travolgente individualismo nella tradizionale poesia tanka, a differenza delle altre opere del tardo periodo Meiji. A questo volume seguono, nel corso della sua carriera, altre venti antologie di tanka, inclusa Koigoromo (恋衣? "Abito d'amore") e Maihime (舞姬? "La ballerina").
Anche il marito, Tekkan Yosano, è un poeta, ma la sua fama, dopo la chiusura di Myōjō nel 1908, è stata eclissata da quella della moglie. Egli comunque continua a pubblicare i lavori di Akiko e a incoraggiare a sua carriera letteraria. È nel 1911 che viene infatti pubblicato il suo secondo volume di poesie, Hitosumi yori (一隅より ? , "Dal mio piccolo angolo"). Yosano Akiko è stata infatti un'autrice prolifica, arrivando anche a produrre fino a 50 poesie in una sessione di scrittura. Durante la sua vita, si pensa che abbia scritto tra le 20 000 e 50 000 poesie e 11 libri in prosa.
Gli argomenti di suo interesse, largamente introspettivi e soggettivi, erano le sue esperienze personali e la propria famiglia. Tuttavia era anche interessata agli argomenti che colpivano gli interessi delle donne, in particolare quelli politici. Promuoveva infatti il diritto di un'istruzione alla pari di quella maschile e criticava il modo tradizionale di pensare alle donne come future mogli e madri.
La poesia Kimi shinitamō koto nakare (君死にたまふこと勿れ? , "Ti prego, non morire"), indirizzata al fratello minore, fu pubblicata nel 1904 sulla rivista Myōjō durante il culmine della guerra russo-giapponese e fu estremamente controversa. Adattata in canzone, fu usata come forma di protesta alla guerra quando il numero delle vittime giapponesi verificatosi alla battaglia di Porth Arthur venne reso pubblico.
Durante il perioso Taishō rivolse la sua attenzione alla cronaca sociale con i lavori Hito oyobi onna to shite (人及び女として? "Come essere umano e donna"), Gekidō no naka o yuku (激動の中を行く? "Attraversando tempi turbolenti") e la sua autobiografia Akarumi e (明るみへ? "Verso la luce"). I suoi commentari tendono a criticare il crescente militarismo giapponese e a promuovere il suo punto di vista femminista. Il suo ultimo lavoro, il Shin Man'yōshū ("Il nuovo Man'yōshū", 1937-39) è una raccolta di 26 783 poesie appartenenti a 6 675 contributori, scritte in un arco di tempo di sessanta anni.

### Midaregami
Midaregami, pubblicata nel 1901, è la prima raccolta di 399 tanka (poesie da 31 sillabe, ordinate in versi di 5-7-5-7-7) di Yosano Akiko. La maggior parte delle poesie sono d'amore, tramite le quali esprime il suo amore per Tekkan Yosano. È grazie a questa raccolta che riesce sia a farsi una reputazione sia a creare uno spazio per le voci femminile nel Giappone moderno. Le poesie esprimono la femminilità in una maniera non convenzionale per quei tempi, soprattutto perché scritte da una donna.
Il titolo dell'opera, traducibile in "Capelli spettinati", va a indicare l'ideale estetico precedente la seconda guerra mondiale secondo cui il disordine dell'acconciatura nell'immaginario comune era associato a una connotazione erotica. All'epoca le donne giapponesi portavano i capelli neri, lunghi e lisci e parte della virtù femminile risiedeva nella cura della propria acconciatura. Le donne coi capelli disordinati, poiché il disordine dell'acconciatura nell'immaginario comune era ricondotto allo scompiglio causato dall'attuazione di un rapporto sessuale, erano considerate immorali. Akiko riconduce così i capelli spettinati alla libertà sessuale e all'emancipazione femminile.
Secondo l'ottica tradizionale giapponese, le donne sono considerate gentili e modeste e, di conseguenza, ci si aspetta che lo siano. Il ruolo domestico e nella società era incentrato sulla procreazione e la crescita dei figli, in particolare quelli maschi. Midaregami non solo esprime concetti e problemi che riguardano le donne e che non vengono normalmente espressi in pubblico, ma crea anche una nuova immagine della femminilità, vista come viva, libera, sensuale e risoluta. Le donne non sono passive, ma agenti attive delle proprie vite amorose. Ad esempio, l'idea di nudità ha cambiato la visione dei giapponesi sull'erotismo e la sessualità femminile. Il seno della donna, fino ad allora simbolo di maternità, inizia ad avere una diversa connotazione: la bellezza naturale, soprattutto delle giovani donne. Si apre così una nuova porta per le donne giapponesi sulla rappresentazione della sessualità e del corpo femminile. Quindi Midaregami rappresenta una sfida per la società patriarcale, come per la letteratura e le convenzioni culturali del suo tempo. Anche se il suo lavoro all'epoca è stato denunciato e severamente criticato, è servito come fonte d'ispirazione per le altre donne.

### Kimi shinitamō koto nakare
Kimi shinitamō koto nakare è un shintaishi (新体詩? , letteralmente "nuova forma poetica", è la poesia a versi liberi) di 40 versi pubblicato per la prima volta sulla rivista Myōjō nel settembre 1904. La poesia fu spedita assieme a una lettera da Yosano al fratello minore Chūzaburō, il quale era di servizio per conto dell’esercito imperiale presso Port Arthur. Si diceva che i soldati giapponesi si offrissero volontari per missioni suicide e Akiko temeva che la natura impulsiva del fratello lo portasse a scordarsi del fatto che tutta la famiglia dipendeva da lui. Soltanto dopo la pubblicazione della poesia, scoprì che il fratello non era stato schierato durante il sanguinoso assedio.
Pubblicata all'apice del conflitto russo-giapponese, la poesia fu considerata un tradimento e anni dopo, durante il movimento proletario, Yosano fu accusata di non saper indagare le vere cause della guerra, concentrandosi solamente sulla figura del fratello e dell’attività di famiglia. Tuttavia, a seguito della seconda guerra mondiale, Kimi shinitamō koto nakare acquisì valore e importanza in quanto miglior poema in giapponese moderno contro la guerra, espressione degli ideali democratici e forte affermazione letteraria delle preoccupazioni delle donne.
Nella poesia l'autrice chiedeva infatti al fratello di mettere la propria famiglia al di sopra del suo dovere verso l’Imperatore. L’indignazione generatasi a seguito della pubblicazione trova spiegazione nel fatto che l’esercito imperiale giapponese imponeva l'assoluta obbedienza, a un livello tale che i soldati venivano spinti a morire per il bene della patria. La critica si concentrò soprattutto sul passaggio in cui Yosano sottolinea l’assenza dell’Imperatore dal campo di battaglia, quasi come a criticarlo perché manda i giovani giapponesi al posto suo. Nonostante la menzione della figura dell’Imperatore, Yosano non subì censura da parte dello Stato, ma fu comunque oggetto di dibattito critico, tra intellettuali schierati in sua difesa e intellettuali che invece la criticavano apertamente.
Sebbene Kimi shinitamō koto nakare sia ora conosciuta come la più famosa poesia giapponese contro la guerra, Yosano durante la sua lunga carriera non sempre scrisse in opposizione a essa. La sua produzione letteraria ebbe un importante cambiamento a seguito della visita nel 1928 in Manciuria e Mongolia assieme al marito. Da quel momento, fino alla sua morte, diventò infatti sostenitrice dell’intervento militare giapponese in Cina e nel Pacifico. Questo non diminuisce tuttavia il valore della poesia e di come abbia dato voce alle angosce delle donne giapponesi, mostrando, nel pubblicarla in pieno conflitto, un grande coraggio.

## Opere
- Akiko Yosano, Onde del mare azzurro, con un saggio introduttivo di Elpidio Jenco, Napoli, tip. S. Morano, 1920.
- Akiko Yosano, Tanka, nella interpretazione di Elpidio Jenco, Milano, Casa Editrice Ceschina, 1957.
- (EN) Akiko Yosano, River of Stars: Selected Poems, a cura di Sam Hamill, Keiko Matsui Gibson, Shambhala, 1997.
- (EN) Akiko Yosano, Tangled Hair: Selected Tanka from Midaregami, a cura di Sanford Goldstein, Seishi Shinoda, Cheng & Tsui, 2002.